# Lambertusbron (Holset)

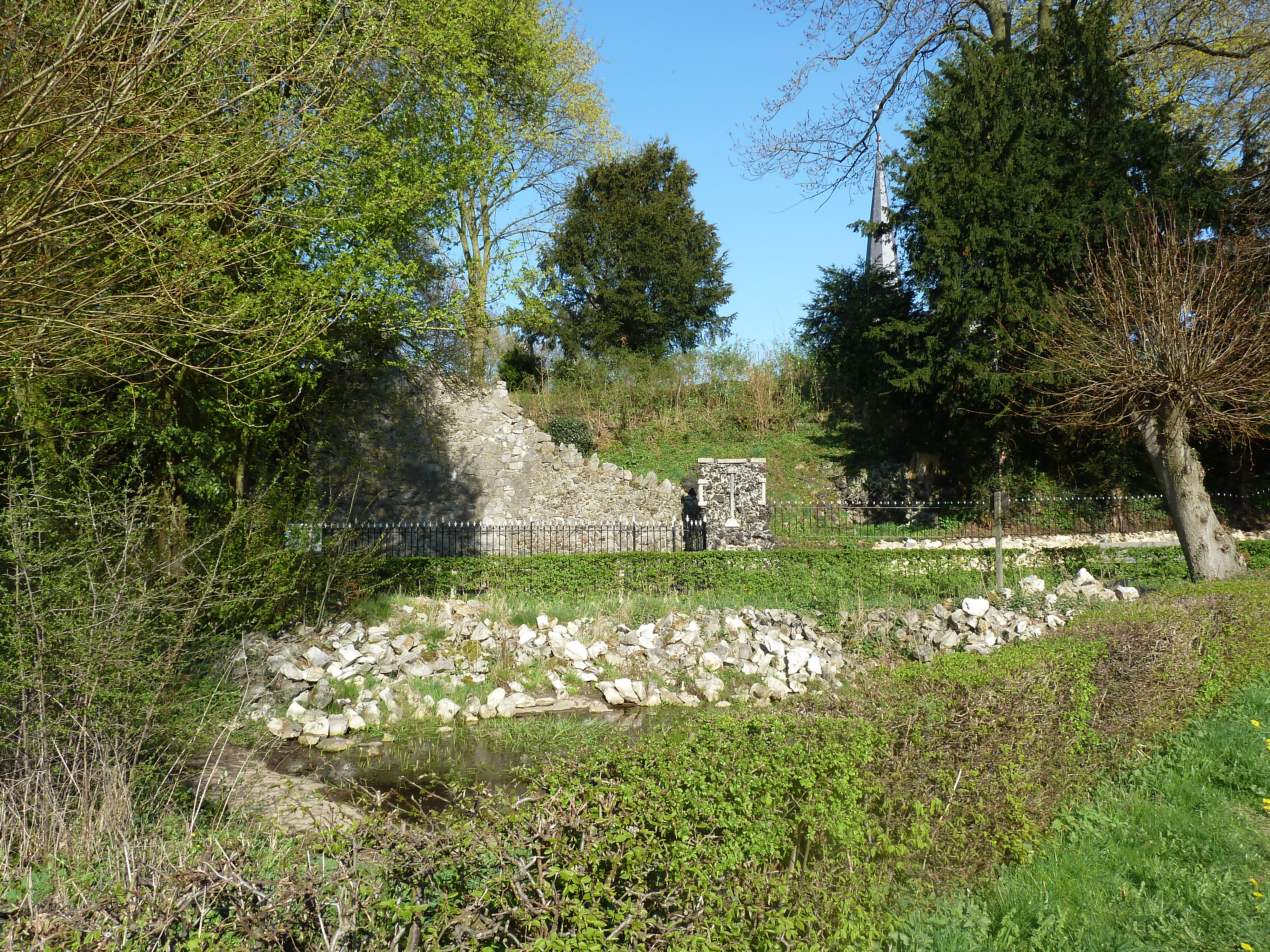
Lambertusbron op de voorgrond, de Lourdes- en Lambertusgrot ligt erachter

De Lambertusbron is een bron in Holset in de gemeente Vaals in de Nederlandse provincie Limburg. De bron ligt aan de voet van de kerkheuvel waarop de H.H. Lambertus en Genovevakerk staat. Naast de bron ligt er een Lourdesgrot uit het einde van de 19e eeuw.
De bron is gewijd aan Sint-Lambertus.

## Geschiedenis
In de prehistorie zouden de Eburonen op de heuvel een tempel hebben gehad die gewijd was aan Bel.
In 692 werd Holset volgens de legende bezocht door bisschop Lambertus van Maastricht. Hij zegende de giftige bron die volgens de legende vergiftigd zou zijn door de god Bel toen de dorpsbewoners tot het christendom bekeerden. Met het zegenen van de bron kwam er een helse draak uit die Lambertus verdreef. Sindsdien zou de bron een wonderbron zijn gewijd aan Lambertus.
In 1892 werd de 'gebeurtenis' 'herdacht' met de draak die 1200 jaar eerder zou hebben geleefd.